# Anisoxya fuscula
Espèce
Anisoxya fuscula est une espèce d'insectes de l'ordre des coléoptères, de la famille des Melandryidae et du genre Anisoxya.

## Répartition
Il est présent en France. Le dernier recensement de cette espèce dans le Nord-Pas-de-Calais date de 1950.

## Synonymie
Selon BioLib (25 août 2014)
- Anisoxya mustela Abeille de Perrin, 1869
- Dircaea tenuis Rosenhauer, 1847